# 고지대노랑어깨박쥐
고지대노랑어깨박쥐(Sturnira ludovici)는 주걱박쥐과(신세계잎코박쥐과)에 속하는 박쥐의 일종이다. 콜롬비아와 코스타리카, 에콰도르, 엘살바도르, 과테말라, 기아나, 온두라스, 멕시코, 니카라과, 파나마, 베네수엘라에서 발견된다.